# Caapiranga
Caapiranga är en kommun i Brasilien.   Den ligger i delstaten Amazonas, i den nordvästra delen av landet, 2 100 km nordväst om huvudstaden Brasília. Antalet invånare är 10 909.
I omgivningarna runt Caapiranga växer i huvudsak städsegrön lövskog. Trakten runt Caapiranga är nära nog obefolkad, med mindre än två invånare per kvadratkilometer.